# Port Ellen (whisky)
Port Ellen – destylarnia produkująca single malt whisky, mieszcząca się w miejscowości Port Ellen, na wyspie Islay w Szkocji.
Destylarnia Port Ellen bierze nazwę od miejscowości, w której została zbudowana. Jest ona jednym z dwóch portów promowych na wyspie Islay (drugi to Port Askaig nad cieśniną Sound of Islay). Destylarnia została założona w roku 1820 przez Johna Ramsaya. Był to człowiek niezwykle energiczny i twórczy. Jest jedną z osób (obok Eneasza Coffeya), której zawdzięczamy wynalazek alembiku do destylacji ciągłej wykorzystywany w produkcji whisky zbożowej. Po jego śmierci w 1925 roku, destylarnie przejął koncern DCL (ten sam, który później przekształcił się w United Distillers, a następnie w Diageo) i jest jej właścicielem do dziś. Destylarnia przechodziła typowe dla tego rodzaju zakładów okresy wzmożonej działalności przeplatane okresowymi "uśpieniami", z których najdłuższe rozpoczęło się w roku 1925. W latach sześćdziesiątych XX w. destylarnia została gruntownie odremontowana i zmodernizowana, po czym nastąpiło ponowne uruchomienie produkcji. W roku 1983, wbrew rozpoczynającemu się właśnie kolejnemu złotemu okresowi whisky, destylarnia Port Ellen została zamknięta, jakkolwiek jednak jej zasoby słodu są wciąż używane. Inne zakłady z wyspy Islay korzystają wciąż z tych zasobów na mocy umowy z podpisanej w roku 1987. Od czasu zamknięcia destylarni, whisky Port Ellen staje  się coraz większą gratką dla kolekcjonerów.

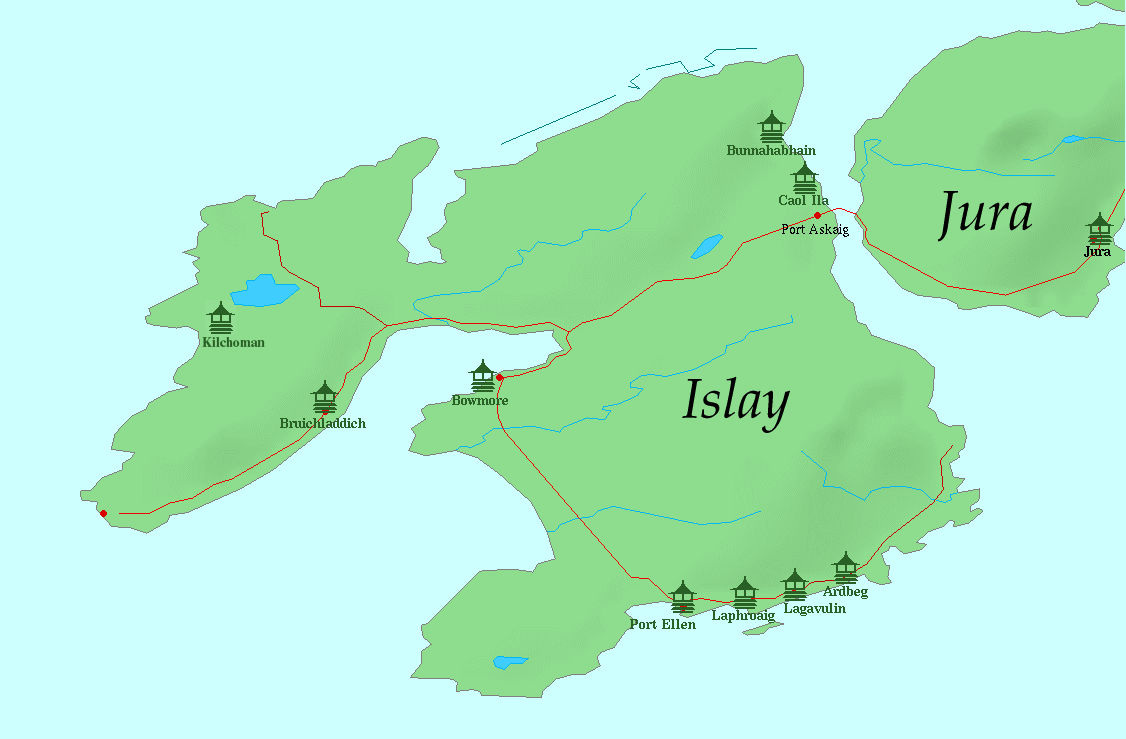
Mapa wyspy Islay z zaznaczonymi wszystkimi destylarniami